# 未成年 (柴田淳の曲)
「未成年」（みせいねん）は、柴田淳の8枚目のシングル。

## 解説
2004年1月28日発売。全作詞作曲は柴田淳、編曲は坂本昌之（#1,2）、柴田淳（#1,3）。
アルバム『ひとり』の先行シングルとして発表された。初回プレス盤はアルバム『ひとり』との連動特典として応募券が付属している。ConnecteD CD対応で、期間限定で当時の公式サイトにて特別コンテンツにアクセスできるキャンペーンが行われた。また、本作発表にちなみ、アルバム『ひとり』発売日の2月25日には、思春期の子どもを持つ親を対象としたシークレットトークライブを行った。

## 収録曲
1. 未成年
未成年者の心情を歌ったバラード。なお、本作収録のものとアルバム収録のものとではテイクが異なり、本作はアウトロがフェードアウトで終了する。
2. 幸せなうた
2007年に行われた全国ツアー『jun shibata TOUR 2007 〜しばじゅん、はじめました!〜』ではアンコール最後の曲として披露された。
3. サーカスがやってきた 〜Piano Solo〜
本人のピアノ演奏によるピアノソロ曲。